# Road (Album)
Road (englisch für „Straße“) ist das 22. Soloalbum und das 29. Studioalbum des US-amerikanischen Musikers Alice Cooper. Es erschien am 25. August 2023 beim Plattenlabel earMusic.

## Hintergrund
Das Album ist eine Hommage an die Musiker, Roadies und Truck-Fahrer, welche Cooper in den letzten 55 Jahren begleiteten. Der Produktionsprozess fand in Live-Atmosphäre statt. Damit die Songs so authentisch wie möglich klingen, wurde auf das Dazumischen von weiteren Tonaufnahmen (Overdubs) zur Live-Aufnahme verzichtet. Cooper selbst bezeichnete es als Konzeptalbum über Dinge, die on the road passieren. Es sei ein gitarrenlastiges, humorvolles Album mit Herzschmerzmomenten, aber auch seine härteste Platte seit Raise Your Fist and Yell von 1987.
Alice Cooper stellte das Album auf seiner Co-Tournee mit Def Leppard und Mötley Crüe im Sommer 2023 vor.
Road Rats Forever ist eine Reminiszenz an das gleichnamige Lied des zehnten Studioalbums Lace and Whiskey aus dem Jahr 1977.

## Titelliste
Alice Cooper und Bob Ezrin sind bei allen Titeln am Songwriting beteiligt mit Ausnahme des The-Who-Covers Magic Bus. Ezrin ist zudem nicht an Road Rats Forever beteiligt. Weitere wie aufgeführt.
| Nr. | Titel                     | Autor(en)                                                      | Länge |
| --- | ------------------------- | -------------------------------------------------------------- | ----- |
| 1.  | I’m Alice                 | Anders Fästander, Kee Marcello, Ryan Roxie                     | 3:55  |
| 2.  | Welcome to the Show       | Roxie, Nita Strauss, Chuck Garric, Tommy Henriksen, Glen Sobel | 3:36  |
| 3.  | All Over the World        | Roxie, Strauss, Garric, Henriksen, Sobel                       | 3:52  |
| 4.  | Dead Don’t Dance          | Evan Magness, Kane Roberts                                     | 3:30  |
| 5.  | Go Away                   | Keith Nelson                                                   | 4:20  |
| 6.  | White Line Frankenstein   | Tom Morello                                                    | 3:40  |
| 7.  | Big Boots                 | Roxie, Strauss, Garric, Henriksen, Sobel                       | 3:14  |
| 8.  | Rules on the Road         | Wayne Kramer                                                   | 3:48  |
| 9.  | The Big Goodbye           | Roxie, Strauss, Garric, Henriksen, Sobel                       | 3:32  |
| 10. | Road Rats Forever         | Dick Wagner                                                    | 4:04  |
| 11. | Baby Please Don’t Go      | Nelson                                                         | 3:29  |
| 12. | 100 More Miles            | Garric, Jim Bacchi                                             | 3:04  |
| 13. | Magic Bus (The Who-Cover) | Pete Townshend                                                 | 3:39  |

## Rezeption
Das Musikmagazin Metal Hammer schreibt über das Album:

„Coopers Konzeptalbum über das Tourneeleben besticht durch das musikalische Muskelspiel seiner langjährigen Liveband, die erstmals auch beim Songwriting stärker involviert wurde. Zwischen verschmitzten Selbstzitaten und schwarzhumoriger Klischeeüberzeichnung zaubert der sinistre Showmaster ein extrem lässiges Siebziger-Rock-Album aus dem Zylinder.“